# Center (Dacota do Norte)
Center é uma cidade localizada no estado norte-americano de Dacota do Norte, no Condado de Oliver. A cidade foi fundada em 1903. É a sede de condado de Oliver.

## Demografia
Segundo o censo norte-americano de 2000, a sua população era de 678 habitantes.
Em 2006, foi estimada uma população de 591, um decréscimo de 87 (-12.8%).

## Geografia
De acordo com o United States Census Bureau tem uma área de 1,0 km², dos quais 1,0 km² cobertos por terra e 0,0 km² cobertos por água. Center localiza-se a aproximadamente 602 m acima do nível do mar.

## Localidades na vizinhança
O diagrama seguinte representa as localidades num raio de 36 km ao redor de Center.